# Головненська селищна територіальна громада
Головненська селищна територіальна громада — територіальна громада в Україні, в Ковельському районі Волинської області. Адміністративний центр — селище Головне. До реформу 2020 року був у складі Любомльського району.
Площа громади — 223,53 км², населення — 6196 мешканців (2018).
Утворена 7 липня 2017 року шляхом об'єднання Головненської селищної ради та Заболоттівської, Нудиженської сільських рад Любомльського району.
Відповідно до перспективного плану формування територій громад Волинської області, передбачено приєднання до складу громади Згоранської сільської ради Любомльського району Волинської області.
19 липня 2020 року, в результаті адміністративно-територіальної реформи та ліквідації Любомльського району, громада увійла до складу Ковельського району.

## Населені пункти
До складу громади входять селище Головне і 13 сіл: Гуменці, Гупали, Заболоття, Заозерне, Згорани, Крушинець, Масловець, Мшанець, Нудиже, Сильне, Скрипиця, Черемошна Воля та Ясне.